# تپه تیکمه آش
تپه تیکمه آش مربوط به دوران پیش از تاریخ ایران باستان است و در شهرستان سقز، روستای زلفیله واقع شده و این اثر در تاریخ ۲۵ اسفند ۱۳۸۰ با شمارهٔ ثبت ۵۱۰۳ به‌عنوان یکی از آثار ملی ایران به ثبت رسیده است.